# Nematogobius brachynemus
Nematogobius brachynemus é uma espécie de peixe da família Gobiidae e da ordem Perciformes.

## Morfologia
- Os machos podem atingir 5,7 cm de comprimento total.[4][5]

## Habitat
É um peixe marítimo, de clima tropical e demersal.

## Distribuição geográfica
É encontrado no Oceano Atlântico oriental: desde o Senegal até ao Congo e Annobón.

## Observações
É inofensivo para os humanos.